# Moos, Baden-Württemberg
Moos är en kommun och ort i Landkreis Konstanz i regionen Schwarzwald-Baar-Heuberg i Regierungsbezirk Freiburg i förbundslandet Baden-Württemberg i Tyskland.
Kommunen ingår i kommunalförbundet Höri tillsammans med kommunerna Gaienhofen och Öhningen.